# 1875 год в шашках
1875 год в шашках описывает годовые события в шашечном движении.
В 1875 году в Санкт-Петербурге вышла книга В.Висковатова «Сборник игр и занятий для семьи и школы» (2-е издание в 1884 году). В ней были опубликованы правила шашек и впервые описаны столбовые шашки (под названием «Башни или туры»). Как писал историк шашек Виктор Пименов, «правила шашечной игры были изложены со знанием дела и точно. Впоследствии Д. И. Саргин хорошо отзывался об этих двух страницах („Древность игр“, 1916, стр. 95)».
В журнале «Всемирная иллюстрация» в 1875 году помещались произведения шашечных композиторов — произведения на запирание («задачи») и на выигрыш или ничью («этюды»). Среди опубликованных в 1875 году произведений — т. н. «Народная задача» А. С. (из Киева) (автор остался неизвестным). Белые: а3,е7, Чёрные: а5, с5, b8. Белые начинают и делают ничью.

## Родились в 1875 году
- Николай Александрович Кукуев (23 ноября 1875, Путчино, Угличский уезд Ярославской губернии — 1951) — российский и советский шашист, шашечный композитор и теоретик русских шашек.
- Якоб Бернард (Джек) де Хас (нидерл. Jacob Bernard "Jack" de Haas; 1 ноября 1875, Лондон, — 21 декабря 1940, Схевенинген, Нидерланды) — нидерландский шашист (стоклеточные шашки). Участник и призёр чемпионатов мира по шашкам. Четырёхкратный чемпион Нидерландов (1908, 1911, 1916 и 1919 гг.).